# Aleš Prek
Aleš Prek (* 11. August 1981) ist ein slowenischer Automobilrennfahrer. 2011 wurde er Europa-Bergmeister der Tourenwagen auf einem Mitsubishi Lancer EVO IX der Gruppe N. Es war der erste FIA-Titel für einen Slowenen.
Bis 2010 fuhr er bei Bergrennen in Mittel- und Osteuropa meist auf einem Honda Civic der Gruppe N bis 2l. Trotz fehlender Ergebnisse und Hubraumnachteil lag er in der Gesamtwertung 2009 auf Platz 7 und 2010 auf Platz 4 der EBM.

## Andere Sportarten
2003 und 2004 betrieb Aleš Prek wettkampfmäßig alpinen Skisport im Rahmen der slowenischen Nationalmannschaft. Innerhalb Europas nahm er an Slalom, Riesenslalom und Super-G teil. Ein vierter Platz im Slalom in Klínovec, Tschechien, war sein bestes Ergebnis.

## Motorsport 2012 und später
Seit 2012 fährt er einen Porsche 911 GT3 und taucht damit bei Bergrennen in Südosteuropa auf. Wegen der geringen Starterzahl in der Gruppe GT kann er seinen Titelgewinn nicht wiederholen, da es nach Reglement der EBM nur die halbe Punktezahl gibt.